# 罗汉山站
罗汉山站（福州話：/lɔ˨˩ haŋ˥˥ naŋ˥˥/）位于中华人民共和国福建省福州市晋安区山北路与玄南岭路交叉口，是福州地铁1号线的地铁车站，车站于2017年1月6日启用。

## 车站结构
罗汉山站为地下三层车站，地下一层为出入口通道与设备层；地下二层为站厅层；地下三层为站台层，岛式站台。
| 地面层   | 出入口                               |  | 出入口                       |
| 地下一层 | 设备层                               |  | 出入口通道、车站设备         |
| 地下二层 | 站厅                                 |  | 票务服务、自动售票机         |
| 地下三层 | 1                                    |  | 1号线 往象峰（秀山）         |
| 地下三层 | 岛式站台，列车运行方向左侧的车门开启 |  |                              |
| 地下三层 | 2                                    |  | 1号线 往三江口（福州火车站） |

### 站厅
罗汉山站站厅位于山北路与玄南岭路交叉路口。车站站厅采用绿色茉莉花造型吊顶与白色搪瓷板装修，设客服中心1处，位于站厅中部，服务设施设有智能导乘机、自动售货机、ATM，位于地下一层的C出入口通道旁规划设有便利店，车站西侧设有洗手间。

#### 车站艺术
罗汉山站站台与站厅吊顶镶嵌有数朵绿白相间的茉莉花造型装饰，意为通过福州市花在站内体现“福州元素”。

### 站台
罗汉山站共设置2个分别来往于象峰、三江口的1号线站台，采用岛式站台设计。车站站台采用绿色茉莉花造型吊顶与白色搪瓷板装修，服务设施设有智能导乘机与自动售货机。车站北侧设有一副存车线作为未来小交路使用。

### 出入口与周边
罗汉山站目前开放5个出入口，其中无障碍电梯与卫生间均位于B出入口，C出入口通道位于地下一层，与地下二层的站厅和地面出入口相接，兼顾过街通道功能。
| 罗汉山站出入口信息          | 罗汉山站出入口信息 | 罗汉山站出入口信息     | 罗汉山站出入口信息                       |
| --------------------------- | ------------------ | ---------------------- | ---------------------------------------- |
|                             |                    |                        |                                          |
| 编号                        | 设施               | 位置                   | 接驳交通                                 |
| 出口 · A · 1                |                    | 厦坊路东侧             | 地铁罗汉山站、山北玄南路口               |
| 出口 · A · 3                |                    | 厦坊路山北路口西南侧   | 省海洋职业技校(磐石村委会)、地铁罗汉山站 |
| 出口 · B                    |                    | 厦坊路玄南岭路路口南侧 | 地铁罗汉山站                             |
| 出口 · C · 1                |                    | 厦坊路东侧             | 地铁罗汉山站                             |
| 出口 · C · 2                |                    | 厦坊路西侧             |                                          |
| 注： 设有电梯 \| 设有卫生间 |                    |                        |                                          |

## 事件
- 2015年10月初，福建省住建厅在对在建城市轨道交通工程进行专项督查时发现罗汉山站在建设过程中2号出入口施工场地无围挡，裸露土体未覆盖，未设置净车出场设备，渣土运输滴撒漏现象严重，随后该站被省住建厅要求停工整改。[4]10月14日，罗汉山站完成整改。[5]。